# Charles Morel (1837-1902)
Pour les articles homonymes, voir Charles Morel (homonymie) et Morel.
Charles Morel, né le 20 mars 1837 à Lignerolle (canton de Vaud), mort le 26 février 1902 à Genève, est un historien et journaliste suisse.

## Biographie
Fils d'un pasteur protestant, il fait des études de lettres à l'Académie de Lausanne, puis à l'Université de Bonn où il obtient un doctorat en philosophie en 1858. Enseignant de littérature latine à l'Académie de Lausanne de 1860 à 1862, il se rend ensuite à Paris. En 1865, il y fonde, avec Gaston Paris, Paul Meyer et Hermann Zotenberg, la Revue critique d'histoire et de littérature. Il est répétiteur de philologie et d'antiquités latines à l'École pratique des hautes études (nouvellement fondée) de 1868 à 1874. De retour en Suisse, il devient secrétaire de la rédaction du Journal de Genève (1874-1902) et est aussi professeur suppléant d'archéologie et d'antiquité à l'Université de Genève (1875-1881). Il participe en septembre 1894 à la création de l'Agence télégraphique suisse dont il est président du conseil d'administration jusqu'à sa mort. Il préside également l'Association de la presse suisse (APS, fondée en 1883).
Son frère Marc est une personnalité politique vaudoise.

## Sources
- Jacques Barrelet, « Morel, Charles » dans le Dictionnaire historique de la Suisse en ligne, version du 19 janvier 2012.